# Saint-Girons (Ariège)
Saint-Girons è un comune francese di 7 105 abitanti situato nel dipartimento dell'Ariège nella regione dell'Occitania, sede di sottoprefettura. Il comune è attraversato dal fiume Salat, affluente della Garonna.

## Società

### Evoluzione demografica
Abitanti censiti

## Amministrazione

### Gemellaggi
- Albese con Cassano
- Sort